# Kľak
Kľak är en liten ort i distriktet Žarnovica i västra Slovakien.
I februari 1945 utförde ett SS-kommando under ledning av Ladislav Nižňanský massavrättningar i Kľak och den närbelägna orten Ostrý Grúň. Totalt dödades 146 personer i de två orterna varav 70 kvinnor och 51 barn.